# Gyula Válent
Gyula Válent (Eger, 27 de septiembre de 1926-Tatabánya, 10 de septiembre de 2010) fue un deportista húngaro que compitió en natación. Ganó una medalla de plata en el Campeonato Europeo de Natación de 1947 en la prueba de 100 m espalda.

## Palmarés internacional
| Campeonato Europeo | Campeonato Europeo  | Campeonato Europeo | Campeonato Europeo |
| Año                | Lugar               | Medalla            | Prueba             |
| ------------------ | ------------------- | ------------------ | ------------------ |
| 1947               | Montecarlo (Mónaco) | Medalla de plata   | 100 m espalda      |